# Gerres oblongus
Gerres oblongus és una espècie de peix pertanyent a la família dels gerrèids.

## Descripció
- Fa 30 cm de llargària màxima (normalment, en fa 15).
- Aleta caudal fosca.[3][4][5]

## Reproducció
A Palau emigra a determinats indrets sorrencs (a prop de la vora exterior de l'escull) per a fresar al final de la tarda quan és lluna plena.

## Alimentació
Menja petits organismes bentònics que viuen en els fons sorrencs.

## Hàbitat
És un peix marí, de clima tropical (30°N-23°S) i associat als esculls.

## Distribució geogràfica
Es troba des del mar Roig i l'Àfrica oriental fins a Samoa, Tonga, les illes Ryukyu i Nova Caledònia.

## Ús comercial
Es comercialitza fresc.

## Observacions
És inofensiu per als humans.